# Tills döden skiljer oss åt (1950)
Tills döden skiljer oss åt, amerikansk film från 1950 baserad på Ruth Southards roman No Sad Songs for Me.

## Handling
Mary har en obotlig sjukdom och har bara tio månader kvar att leva, men hon berättar inget för sin man och sin dotter utan försöker ta vara på varje minut hon har kvar i livet.

## Om filmen
Filmen hade premiär i USA den 12 april 1950 och i Sverige den 16 oktober samma år, den svenska åldersgränsen är 15 år.
Filmmusiken var Oscarsnominerad till 1951 års gala.

## Rollista (urval)
- Margaret Sullavan - Mary Scott
- Wendell Corey - Bradford "Brad" Scott
- Viveca Lindfors - Chris Radna
- Natalie Wood - Polly Scott